# Limón y sal (canción)
«Limón y sal» es una canción interpretada por la cantante mexicana Julieta Venegas, coescrita por Jorge Villamizar (vocalista de Bacilos) e incluida en su cuarto álbum de estudio del mismo nombre.
Fue lanzando como segundo sencillo el 30 de agosto de 2006. Tuvo buenas críticas pero no tuvo el éxito comercial como el sencillo de «Me voy». Aun así alcanzó la posición número dos en la radio mexicana y en la lista Billboard Latin Pop Airplay alcanzó el puesto número veinticuatro. El vídeo musical fue dirigido por Picky Tallarico quien también dirigió «Me voy».

## Información de la canción
Escrita por Julieta Venegas y Jorge Villamizar producida por Cachorro López, "Limón y sal" es la canción que lleva el título del álbum. La canción trata acerca de la aceptación del ser amado, con sus virtudes y defectos. En 2008 hace una versión para su MTV Unplugged.

## Video
En el video se muestra a Julieta como una chica de cuento que encuentra a su "príncipe azul", el cual es un hombre lobo. Ambos se casan y viven juntos en una pequeña cabaña en el bosque; pero al llegar la luna llena, el hombre lobo huye y se convierte en un hombre normal. Tras transformarse, el "hombre lobo" regresa a casa dispuesto a tener un pícnic romántico con su esposa, pero Julieta al encontrarse con su humanizado marido, se asusta y se desmaya. Mientras está inconsciente, sueña con que está en otro cuento de hadas, en el cual hay 2 cerdos, un hombre malvado y un sátiro, además de varias manzanas. Después de un rato, Julieta finalmente despierta en su cama, con su marido cuidándola; feliz, abraza a su esposo mientras el último verso de la canción suena.
En Los 100 + pedidos del 2006 se colocó en la posición #68 del Top Norte y en el Sur en la posición #93.

## Formatos
- Sencillo en CD

| Sencillo en CD — Single |               |          |  |
| N.º                     | Título        | Duración |  |
| 1.                      | «Limón y sal» | 3:08     |  |

| CD Promo |                                                  |          |  |
| N.º      | Título                                           | Duración |  |
| 1.       | «Limón y sal»                                    | 3:08     |  |
| 2.       | «No me digas que no [Boy Like You]» (Nikki Clan) | 2:56     |  |
| 3.       | «La excepción» (Gustavo Cerati)                  | 4:11     |  |

## Posicionamiento en las listas

### Semanales
| Argentina      | Top 20 Argentina                         | 5  |
| Chile          | Top 20 Chile                             | 2  |
| España         | PROMUSICAE                               | 2  |
| Estados Unidos | Billboard Latin Pop Songs                | 1  |
| Estados Unidos | Billboard Hot 100                        | 30 |
| México         | Mexican Airplay Chart<ref name="mexico"> | 2  |